# Sacram Unctionem Infirmorum
Mit der Apostolischen Konstitution Sacram Unctionem Infirmorum vom 30. November 1972 erteilte Papst Paul VI. die Päpstliche Approbation, für die, von der Kongregation für den Gottesdienst und die Sakramentenordnung, erstellten Feier der Krankensalbung und Ordnung der Krankenpastoral. Die Erarbeitung dieser neuen Ordnung, mit der auch der Begriff „Letzte Ölung“ in „Krankensalbung“ geändert wurde, erfolgte auf dem, vom Zweiten Vatikanischen Konzil beruhenden Dokument „Sacrosanctum Concilium“ und wurde in den Codex Iuris Canonici (CIC) Nr. 847 aufgenommen. Der Grundsatz zur Krankensalbung lautet:

„Das Sakrament der Krankensalbung wird jenen gespendet, deren Gesundheitszustand bedrohlich angegriffen ist, indem man sie auf der Stirn und auf den Händen mit ordnungsgemäß geweihtem Olivenöl oder, den Umständen entsprechend, mit einem anderen ordnungsgemäß geweihten Pflanzenöl salbt und dabei einmal folgende Worte spricht: ‚Durch diese heilige Salbung helfe dir der Herr in seinem reichen Erbarmen, er stehe dir bei mit der Kraft des Heiligen Geistes: Der Herr, der dich von Sünden befreit, rette dich, in seiner Gnade richte er dich auf [Vgl. CIC, can. 847, § 1].“

Eine wichtige Bedeutung fand auch die Regelung des zu verwendenden Öls, hierzu erklärte Paul VI., dass in Zukunft den Umständen entsprechend auch anderes Öl, als das bisher vorgeschriebene Olivenöl verwendet werden kann.  Weiterhin wird die Definition der Krankheitsumstände thematisiert, zu deren Anlass die Krankensalbung gespendet werden kann. Gleichfalls wird das eigentliche Hauptanliegen, nämlich die Vergebung der Sünden und der Empfang der Heiligen Kommunion, in den Vordergrund gestellt. Ausdrücklich hebt Paul VI. hervor, dass es sich bei der Krankensalbung um keinen unterstützenden Heilungsprozess handele. Der Papst wiederholt die biblische Begründung, die mit dem Brief des Jakobus belegt wird: 

„Ist unter euch jemand krank, so rufe er die Presbyter der Gemeinde; die sollen über ihn beten und ihn mit Öl salben im Namen des Herrn, und das Gebet des Glaubens wird dem Kranken zum Heile sein, und der Herr wird ihn aufrichten, und wenn er Sünden begangen hat, wird ihm vergeben werden. (Jak 5,14–15 )“

Abschließend wird angeordnet, dass bis zum 31. Dezember 1973 weiterhin nach dem alten Ritus verfahren werden darf, dass aber ab dem 1. Januar 1974 nur noch nach dem neuen Ritus zu verfahren sei.